# Jan Nowak (geolog)
Jan Nowak (ur. 15 października 1880 w Hołyniu, zm. 18 lutego 1940 w Krakowie) – polski geolog i paleontolog, specjalista w zakresie tektoniki.

## Życiorys
Był synem Wojciecha, dróżnika kolejowego. W latach 1893–1901 uczył się w gimnazjum w Stanisławowie i już w tym czasie utrzymywał się z udzielania korepetycji. Po zdaniu matury rozpoczął studia geologiczne na Wydziale Przyrodniczym Uniwersytetu Lwowskiego, które ukończył w 1907 uzyskując tytuł doktora. Od 1906 roku pracował w Bibliotece Uniwersyteckiej we Lwowie, początkowo jako wolontariusz. Pierwsze jego prace rozpoczęte około 1907 dotyczyły paleontologii i stratygrafii górnej kredy Podola i Roztocza Lwowsko-Rawskiego. W 1908 rozpoczął wydawanie monografii głowonogów górnokredowych w Polsce. Monografia ta Badania w zakresie głowonogów z górnej kredy w Polsce ukazywała się do 1913.
Podczas podróży naukowej na zachód Europy prowadził badania tektoniczne w Alpach Wschodnich, m.in. Alp Wapiennych w Salzburgu i Salzkammergucie (1911).
Następnie odbył podróż badawczą na wschód Syberii, do Kraju Nadmorskiego. Naukowym wynikiem tej wyprawy była rozprawa o mioceńskich roślinach z Sichote Alin oraz druga o budowie geologicznej tych gór. Były one opublikowane w 1912, w wydawnictwach Polskiej Akademii Umiejętności. Po powrocie uzyskał habilitację w 1913 z geologii i paleontologii.
Z kolei podjął studia tektoniki Karpat Wschodnich podsumowane pracą o jednostkach tektonicznych Karpat Wschodnich, wydaną w 1914.
W czasie I wojny światowej w sierpniu 1914 roku został zmobilizowany do armii austriackiej. Został ranny w bitwie pod Gorlicami, po rekonwalescencji do końca wojny pełnił funkcję specjalisty w komendzie naftowej w Nadwórnej, a następnie komendanta naftowego w Krośnie. W 1916 zawarł związek małżeński z Marią Leopoldyną Koczarską, absolwentką Wydziału Filozoficznego Uniwersytetu Lwowskiego. 
W latach 1919–1921 pracował w Państwowym Instytucie Geologicznym i Państwowym Urzędzie Naftowym. W 1922 został zatrudniony w Katedrze Paleontologii Uniwersytetu Jagiellońskiego na stanowisku kierownika Zakładu Paleontologicznego. W 1923 objął tę Katedrę, a w 1928 objął Katedrę Geologii. Oprócz wykładów z paleontologii, geologii tektonicznej oraz geologii naftowej, brał również udział w Wykładach Powszechnych Uniwersytetu Jagiellońskiego. Przez wiele lat był ich kierownikiem.
W 1927 opublikował największe swoje dzieło: Zarys tektoniki Polski. W 1929 wydał w języku niemieckim Die Geologie der polnischen Ölfelder (Geologia polskich pól naftowych).
W 1938 odznaczony Krzyżem Komandorskim Orderu Odrodzenia Polski.
Był członkiem wielu towarzystw naukowych, przede wszystkim Polskiego Towarzystwa Geologicznego, którego był jednym z założycieli, a w latach 1926–1939 prezesem. W 1929 roku na korespondenta,
a w 1931 roku na członka czynnego Polskiej Akademii Umiejętności. Był też członkiem zagranicznym Czeskiej Akademii Nauk i Akademii Nauk w Kordobie.
W 1935 roku odebrał doktorat honoris causa politechniki we Wrocławiu. 6 listopada 1939 został aresztowany w ramach Sonderaktion Krakau wraz z innymi krakowskimi profesorami i wywieziony do Wrocławia, a potem do obozu koncentracyjnego w Sachsenhausen. Zwolniony z tego obozu w stanie skrajnego wyczerpania 8 lutego 1940, zmarł w Krakowie dziesięć dni później. Został pochowany na cmentarzu Rakowickim